# سروش (ستاره)
سُروش، دیگ پایه یا  عیوق یا بُزبان (به انگلیسی: Capella) یا آلفای ارابه‌ران (Alpha Aurigae به اختصار  Alpha Aur یا α Aur) پرنورترین ستارهٔ صورت‌فلکی ارابه‌ران است. این ستاره، ششمین ستارهٔ پرنور آسمان و سومین ستارهٔ نورانی آسمان نیمکرهٔ شمالی بعد از ژوبین‌دار و ووند (نسر واقع) است. سروش اگرچه با چشم بدون ابراز یک ستاره دیده می‌شود، اما در واقع یک سامانهٔ ستاره‌ای چهارگانه است: یک جفت ستارهٔ دوتایی که به دور جفت دیگری می‌گردد. سروش ستاره‌ای زرد است و نشانگر شانه چپ رانندهٔ ارابه در صورت فلکی ارابه‌ران است. گاهی نیز در میان بزی که ارابه‌ران بر دوش دارد دیده می‌شود.
نام عربی آن یعنی عیوق از ریشه عوق گرفته‌شده و به معنی نگهبان و بازدارنده‌است. در قدیم این ستاره را نگهبان خوشه پروین می‌انگاشتند. سه ستاره روشن که در پی سروش می‌آیند را در قدیم «دیگ‌پایه» (یا اقلام) می‌نامیدند.
نظامی گنجوی از سروش با نام «دیگپایه‌کردار» یاد کرده و در بیتی می‌نویسد: «و آن کوکب دیگپایه‌کردار / در دیگ فلک فشانده افزار.»
ستاره الماعز کمی پایین‌تر از سروش قرار گرفته‌است. نام الماعز از عربی و به معنای بز است و سروش را به این خاطر که در بالای الماعز قرار دارد بزبان هم نامیده‌اند.

## در ادبیات فارسی
سروش یا بُزبان، با نام عربی عیّوق، در ادبیات فارسی کنایه از ستاره به‌رنگ سرخ روشن و همچنین کنایه از دوریِ مسافت است.
نمونه از ویس و رامین فخرالدین اسعد گرگانی:
| گواتان بس بُوَد دادارِ داور |  | سروش و ماه و مهر و چرخ و اختر |

نمونه از سعدی:
| چون شبنم اوفتاده بُدَم پیشِ آفتاب |  | مِهرم به جان رسید و به عیّوق برشدم |

نمونه از ناصر خسرو:
| شعری چو سیم خُرد شده‌باشد |  | عیّوق چون عقیقِ یمان احمر |

نمونه از محتشم کاشانی:
| زآن کشتگان هنوز به عیّوق می‌رسد |  | فریادِ العطش ز بیابان کربلا |